# Hemipenthes nudiuscula
Hemipenthes nudiuscula är en tvåvingeart som först beskrevs av Thomson 1869. Hemipenthes nudiuscula ingår i släktet Hemipenthes och familjen svävflugor.
Artens utbredningsområde är Panama. Inga underarter finns listade i Catalogue of Life.